# Hochhausen (Neunkirchen-Seelscheid)
Hochhausen ist ein Ortsteil der Gemeinde Neunkirchen-Seelscheid im Rhein-Sieg-Kreis.

## Lage
Hochhausen liegt an der Bundesstraße 56 an den Grenzen zu Siegburg und Lohmar. Nördlich schließt sich die Ortschaft Straßen an, südlich Braschoß, westlich auf der anderen Straßenseite liegt Birk.

## Geschichte
1830 hatte Hochhausen 84 Einwohner. 1845 hatte der Weiler 92 katholische Einwohner in 14 Häusern. 1888 gab es 84 Bewohner in 16 Häusern.
1901 hatte Hochhausen 78 Einwohner. Verzeichnet sind die Familien Wirt und Handelsmann J. Bäcker, Ackerer Peter Fritz, Schuster Wimar Fritz, Ackerin Witwe Wimar Fritz, Schuster Johann Heimann, Ackerer Jakob Neuhäuser, Ackerin Witwe Franz J. Roth, Ackerin Witwe Heinrich Roth, Ackerer Heinrich Schwamborn, Ackerer Peter Josef Schwamborn und Ackerer Peter Josef Voss.
Das Dorf gehörte bis 1969 zur Gemeinde Neunkirchen.